# HEC Alumni
HEC Alumni ist eine 1883 gegründete gemeinnützige Organisation, eine Alumni-Vereinigung der französischen Wirtschaftshochschule École des Hautes Etudes Commerciales (HEC Paris).

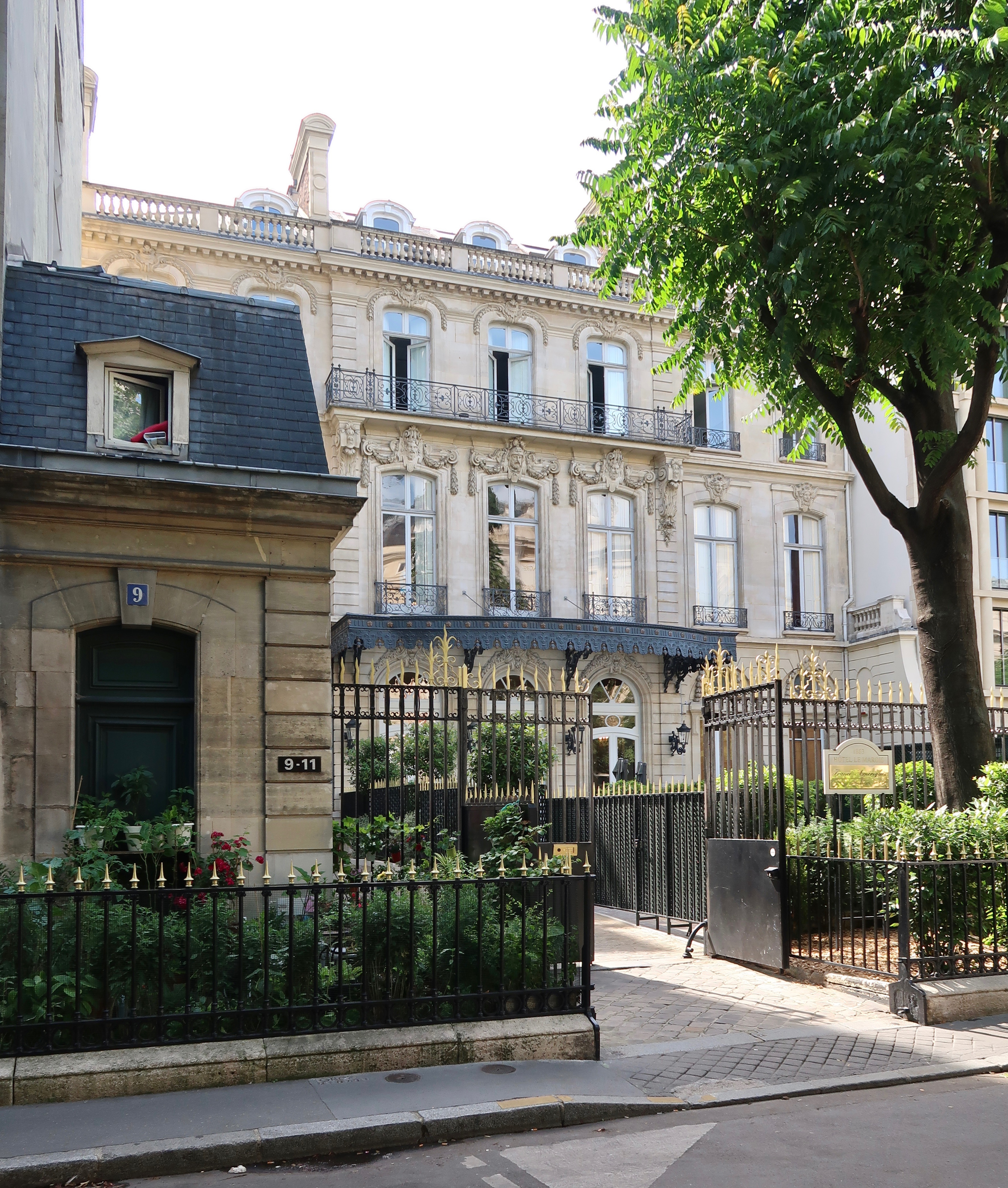
HEC Alumni

## Geschichte
Der Verein der Ehemaligen wurde am 20. Juni 1883 gegründet, zwei Jahre nach der Gründung der Schule im Jahr 1881. Zu Beginn trug er den Namen Association des Anciens Elèves de l'École des Hautes Études Commerciales. Sie wird durch das Gesetz vom 1. Juli 1901 und das Dekret vom 16. August 1901 geregelt.
Am 11. Januar 1900 wurde er als gemeinnützig anerkannt.
Die Vereinigung ist Mitglied der Conférence des grandes écoles.

## Zweck
Seine Ziele, die in der Satzung festgelegt sind, sind
- freundschaftliche Beziehungen zwischen den Absolventen der HEC Paris zu schaffen und zu pflegen;
- den Mitgliedern zu helfen, die Unterstützung benötigen;
- Verbreitung von Fachkenntnissen in den Bereichen Wirtschaft, Management und Business in der Öffentlichkeit;
- zur Entwicklung der Präsenz und des Einflusses der französischen Unternehmen im Ausland und im internationalen Handel beizutragen;
- alle Mittel einzusetzen, um den Wert und den Bekanntheitsgrad der Einrichtungen der HEC Paris und der von ihr verliehenen Abschlüsse in Frankreich und im Ausland zu erhalten und zu steigern.

## Veröffentlichungen
Die Vereinigung gibt eine monatliche Zeitschrift mit dem Titel « HEC Stories » heraus.
Außerdem gibt er ein jährliches Verzeichnis der Ehemaligen heraus.

## Mitgliedschaften
Der Verband arbeitet mit WATs4U (World Alumni Talents for you) und anderen großen Hochschulen wie der École polytechnique, der CentraleSupélec usw. zusammen.

## Präsidenten
Emmanuel Chain war von 2015 bis 2018 Präsident der Vereinigung.

## Organisation
Der Verwaltungsrat setzt sich im Jahr 2022 aus 24 Mitgliedern zusammen, darunter 22 gewählte Absolventen, ein Vertreter der Hochschule und ein Vertreter der HEC-Stiftung.